# Marie von Redwitz
Marie Freiin von Redwitz auf Schmölz und Theisenort (* 9. Dezember 1856 in Schmölz, Oberfranken; † 11. April 1933 in München) war eine deutsche Adelige und Schriftstellerin.

## Leben
Marie von Redwitz entstammte der ehemals reichsunmittelbaren fränkischen Adelsfamilie von Redwitz. Sie wurde geboren als Tochter des Dichters Oskar von Redwitz und dessen aus dem pfälzischen Speyer stammenden Gattin Mathilde geb. Hoscher. Der Großvater Ludwig von Redwitz war als Oberzollinspektor und Zollamtsleiter ebenfalls in Speyer ansässig und liegt dort auf dem alten Friedhof begraben.
Die Adelige bekleidete das Amt einer Hofdame bei Herzogin Amalie in Bayern. Hierüber publizierte sie später die Memoiren Hofchronik 1888–1921 (München, 1924), welche zu den verlässlichen Geschichtsquellen über diesen Wittelsbacher Familienzweig Pfalz-Birkenfeld-Gelnhausen und sein Umfeld gehören.
Daneben verfasste Marie von Redwitz Romane und Erzählungen, die der Unterhaltungsliteratur zuzurechnen sind. Besonders erfolgreich war ihr Roman Der Liebe Dornenpfad, der eine Gesamtauflage von 120.000 Exemplaren erzielte.

## Geschwister
Ihr Bruder Max von Redwitz (1858–1920) war General der Kavallerie und Hofmeister im Königshaus Wittelsbach. Ihre Schwester Anna von Redwitz (1852–1924), hatte den Eisenbahnindustriellen Otto von Kühlmann geheiratet; ihr Sohn, der Diplomat Richard von Kühlmann, nahm im Ersten Weltkrieg die Amtsgeschäfte des deutschen Außenministers wahr.

## Werke
- Ost und West, Berlin 1888
- Planeten-Calendarium, eingerichtet auf das Jahr des Heils 1908–1909, Leipzig 1908
- Prinzen-Märchen, München 1911
- Der Liebe Dornenpfad, Reutlingen 1918
- Meeresrauschen und Herzensstürme, Reutlingen 1918
- Hofchronik 1888–1921, München 1924